# Le Salésien
Le Salésien (nommé auparavant Séminaire Salésien) est une école secondaire privée située dans la ville de Sherbrooke, au Québec.
Fondée par une congrégation catholique et auparavant réservée uniquement aux garçons, elle est aujourd'hui dirigée en majorité par des laïcs et est une école mixte.

## Histoire
Le nom de l'école vient des Salésiens, une congrégation catholique fondée en 1859 à Turin par Don Bosco et dont le nom est tiré de Saint-François de Sales. L'école secondaire fait partie d'un liste d'écoles ou d'organismes fondés par les Salésiens partout à travers le monde.
L'école de Sherbrooke est fondé le 27 octobre 1962 sous le nom de Séminaire Salésien ; elle prendra son nom actuel en 2013.
Inauguré en 2015, le Centre Québecor est une salle de spectacle adjacente à l'école, accueillant en son sein l'Orchestre symphonique de Sherbrooke (OSS).
Depuis 2016, le Salésien fait partie de Round Square, un réseau international de plus de 200 écoles promouvant des échanges étudiants partout dans le monde.
En 2017, l'école devient officiellement propriétaire du terrain qui appartenait auparavant aux Salésiens.
En 2021, le Salésien inaugure de nouveaux espaces urbains sur les terrains de l'école. Une somme de 104 000 $ a été investie dans le projet dont la moitié a été récolté par des donateurs externes.

## Anciens élèves notables
- Hugo Dubé, acteur
- Jordan Pierre-Gilles, Patineur de vitesse
- Louis-Pierre Phaneuf (Luis Clavis), membre du groupe Valaire
- Mariane Angers, Scientifique
- Shaila Leclerc, Gardienne de but de l'équipe québécoise de Dek Hockey aux United World Games 2023